# Gaston Monnerville
Gaston Monnerville (Cayenne, 2 januari 1897 – Parijs, 7 november 1991) was een Frans politicus en advocaat. Van 1932 tot 1940 was hij lid van Nationale Vergadering voor Frans-Guyana en streefde naar de sluiting van de strafkolonie. Tijdens de Tweede Wereldoorlog was hij een lid van de Résistance. Van 1945 tot 1946 was hij opnieuw lid van de Nationale Vergadering. Van 1947 tot 1968 was hij voorzitter van de Conseil de la République en diens opvolger de Senaat.

## Biografie
Monnerville was op 2 januari 1897 geboren als kleinzoon van een slaaf. Zijn ouders kwamen uit Martinique en waren naar Frans-Guyana verhuisd. In 1912 kreeg hij een studiebeurs om aan de Lycée Pierre-de-Fermat in Toulouse te studeren. In 1915 begon hij een studie recht en literatuur aan de Universiteit van Toulouse en slaagde in 1921 cum laude op een proefschrift over de ongerechtvaardigde verrijking.
In 1918 was Monnerville toegetreden tot de balie van Toulouse. In 1921 trad hij toe tot de balie van Parijs, en werkte als advocaat bij het advocatenbureau van César Campinchi. In 1932 nam hij aan de verkiezing voor de Nationale Vergadering mee als lid van de Parti radical voor Frans-Guyana en werd verkozen.
In de Nationale Vergadering zette hij zich in voor het sluiten van de strafkolonie in Frans-Guyana. Van 22 juni 1937 tot 13 maart 1938 was hij staatssecretaris voor de koloniën. In 1938 slaagde hij erin de deportaties naar Frans-Guyana te stoppen, maar de strafkolonie werd pas in 1946 gesloten. Van 1935 tot 1940 was tevens hij burgemeester van Cayenne.
In 1939 werd Monnerville niet werd herkozen en vervulde zijn dienstplicht bij de Franse marine. Hij werd in Mers-el-Kébir in Frans-Algerije gestationeerd. Na de Slag om Frankrijk, capituleerde Frankrijk, en op 17 juli 1940 werd hij gedemobiliseerd. Hij diende bij de Vichy-regering protest aan tegen de wapenstilstand, en sloot zich aan bij Combat, een onderdeel van de Résistance. Gedurende de oorlog werd hij vele malen gearresteerd en gebruikte de nom de guerre Commandant Saint-Just. In 1947 werd Monnerville benoemd tot Ridder in het Legioen van Eer voor zijn verzetsactiviteiten.
In 1948 werd Monnerville als eerste persoon uit Frans-Guyana verkozen tot de Conseil de la République waar hij verkozen werd tot voorzitter. In 1958 werd de Conseil de la République vervangen door de Senaat en werd Monnerville opnieuw voorzitter en diende tot 1968. Monnerville was oorspronkelijk een medestander van Charles de Gaulle, maar werd een tegenstander in 1958 tijdens de opheffing van de Vierde Franse Republiek. Van 1974 tot 1983 was hij lid van de Grondwettelijke Raad.
Monnerville overleed op 7 november 1991 op 94-jarige leeftijd in Parijs.
- Bibliothèque nationale de France: cb11916526k (data)
- CiNii: DA06828144
- Gemeinsame Normdatei: 119186861
- International Standard Name Identifier: 0000 0001 1556 5408
- Library of Congress Control Number: n98047326
- Nationale Bibliotheek van Tsjechië: jx20130311004
- Nationale bibliotheek van Australië: 49865633
- Nationale Bibliotheek van Israël: 987007286740405171
- Nederlandse Thesaurus van Auteursnamen: 074639277
- Réseau des bibliothèques de Suisse occidentale: 02-A003604071
- Système universitaire de documentation: 027034763
- Trove: 1499010
- Virtual International Authority File: 32000597
- WorldCat: E39PBJtX8gDQ4TXRjK7Jkd9Rrq